# Can Torroella (Palafrugell)
Can Torroella és un edifici al carrer de Sant Martí de Palafrugell (Baix Empordà), construït al segle xix i inclòs en l'Inventari del Patrimoni Arquitectònic Català.
Can Torroella és un edifici format per planta baixa, dos pisos i golfes, amb coberta de teula a dues vessants i torratxa superior. La façana presenta tres obertures per planta, totes elles emmarcades amb pedra; a la planta baixa hi ha la porta d'accés d'arc de mig punt i grans finestres als costats d'arc escarser. Als pisos primer i segon les obertures són amb llindes; la central del primer pis amb balcó i la resta amb ampit. Al pis de les golfes hi ha tres òculs circulars. El conjunt es completa amb una cornisa de coronament.
L'edifici fou bastit l'any 1853 per a la família Torroella, de Can Torroella de Fitor, grans propietaris de la zona de les Gavarres enriquits amb el suro. Hi pertanyia l'escriptor Miquel Torroella i Plaja (1858-1899) autor de novel·les sentimentals, reculls de llegendes i contalles de Fitor i les Gavarres i d'una Història de Palafrugell. Residí sovint en aquesta casa i s'integrà en la vida de Palafrugell on fundà el primer diari local El Palafrugellense.